# Sidi Bel Abbes Albouzidi
 (février 2013).
Si vous disposez d'ouvrages ou d'articles de référence ou si vous connaissez des sites web de qualité traitant du thème abordé ici, merci de compléter l'article en donnant les références utiles à sa vérifiabilité et en les liant à la section « Notes et références ».
Sidi Ahmed Bel Abbès El Bouzidi est le saint patron de la ville algérienne de Sidi Bel Abbès, où une « koubba » (mausolée) rappelle sa mémoire. Il aurait vécu au XVIIIe siècle.

## Entre histoire et légende
Quelques éléments historiques, très approximatifs (tradition locale), rapportent que le saint homme aurait vécu entre 1710 et 1780. Un ancien document[Quoi ?] trouvé chez Mohammed Bouzidi[Qui ?] confirmerait que Sidi Bel Abbes vivait à l'époque coïncidant avec les guerres de résistance contre l’occupation espagnole d’Oran[réf. nécessaire].
Sidi Bel Abbes el Bouzidi est enterré sous la coupole d’une humble « koubba » dans un angle de l’ex-rue du Marabout aux confins sud-ouest du quartier populeux du Bario Alto, « barrianto », surplombant la Mekkera (la route de Boussena menant à Sidi Lahcene par le Château Perrin)[pas clair]. Curieusement, les Bel-Abbésiens ignorent le plus souvent l’emplacement du mausolée. Ils le confondent avec l’oratoire construit à l’intérieur du cimetière[Lequel ?].
Selon la légende, il est le descendant d’une longue lignée de chérifs et d'oulémas, originaire de Yanbu en Arabie, venue s’installer au Maghreb. Son grand-père El Bouzidi s’établit à Tlemcen et enseigna à la médersa rattachée à Sidi Boumediene El Ghout.
Le futur saint aurait peut-être suivi les traces de son grand-père s’il n’avait reçu « la révélation d’aller enseigner les tribus errantes ». Son choix se porta sur les rives de l’oued Mekerra, à l’est de Tlemcen, Beni Bahdel puis Sabra, région occupée par les Banu Hilal. Mais les tribus de la plaine de la Mekerra et des montagnes du Tessala étaient très belliqueuses et il prit la fuite pour se réfugier à l’endroit même où il repose aujourd’hui. La légende veut qu’il se soit transformé en colombe pour échapper à ses poursuivants. Pourrait-on dire que ce wali a choisi d’être la colombe de paix ?
Ses petits-fils participent à la révolte de l'émir Abdelkader. Plus récemment, ses descendants prirent part à la révolution algérienne (1954-1962), à Sabra, alors que Mohamed (Mokhtar) Bouzidi dit Ogb Ellil ou encore, le Lion de Sabra était le commandant de secteur de cette région.